# غلد وورس
غلد وورس (بالإنجليزية: Guild Wars)‏ هي سلسلة ألعاب تقمص أدوار كثيرة للاعبين على الإنترنت مطورة من قبل شركة أرينا نيت ونشرت من قبل شركة إن سي سوفت، تم طرح أول لعبة في سنة 2005، في 2015 وصلت مبيعات سلسلاتها إلى 11.5 مليون نسخة.

## الألعاب
- غلد وورس (2005)
- غلد وورس فاكشنس ( 2006)
- غلد وورس نايتفول (2006)
- غلد وورس: آي أوف ذا نورث (2007)
- غلد وورس: غوستس أوف أسكالون (2009)
- غلد وورس: إيدج أوف ديستني (2010)
- غلد وورس 2 (2012)
- ريتلوك كريتر رامبيج (2013)
- غلد وورس: سي أو سوروس (2013)
- غلد وورس 2: هارت أوف ثورنس (2015)
- غلد وورس 2: باث أوف فاير (2017)